# یارپیتسه
یارپیتسه (به چکی: Jarpice) یک منطقهٔ مسکونی در جمهوری چک است که در شهرستان کلادنو واقع شده‌است. یارپیتسه ۷٫۱ کیلومتر مربع مساحت و ۲۶۰ نفر جمعیت دارد و ۲۲۳ متر بالاتر از سطح دریا واقع شده‌است.